# 李招凤
李招凤（？—？），陕西郿县（今陕西眉县）人，是一名明朝政治人物。
李招凤曾于1641年接替顾魁登任崇明县知县一职，1642年由蒋季诚接任。